# سان فيتو دي نورماني
سان فيتو دي نورماني (بالإيطالية: San Vito dei Normanni)‏ هي بلدية في مقاطعة برينديزي في إقليم بوليا الإيطالي.

## السكان
في سنة 1861 بلغ عدد السكان 4٬853 نسمة، وتطور العدد ليصل في سنة 2011 لـ 19٬620 نسمة.
يظهر هذا المخطط البياني تطور النمو السكاني لـ سان فيتو دي نورماني

## توأمة
لسان فيتو دي نورماني اتفاقيات توأمة مع كل من:
- سالزفيدل
- Louviers [الإنجليزية]‏